# 陳唐山
陳唐山（英語：Mark Chen，1935年9月16日—），前民主進步黨政治人物、氣象學家，生於臺灣臺南市鹽水區），美國國家海洋暨大氣總署研究員出身，曾任中華民國總統府秘書長、國家安全會議秘書長、外交部部長、立法委員、臺南縣縣長。
其於1975年至2007年期間任職於美國國家海洋暨大氣總署從事氣象學研究，曾投入研發靜止環境觀測衛星SMS-1，乃全球首批投入氣象衛星的研究人員之一，並透過臭氧總量衛星觀測儀器偵測南極臭氧层空洞等。留學期間，同時參與黨外運動，推動台灣民主化，為臺灣獨立運動的主要參與者。在中國國民黨獨裁戒嚴時代長期列名海外黑名單中，乃至雙親過世時仍無法返回台灣。1992年當選僑選立法委員，1993年當選台南縣縣長到2001年卸任。2002年再度當選立法委員。2004年到2006年出任外交部長。2012年立委選舉陳唐山獲民進黨徵召參選臺南市第五選區立委，擊敗對手李全教三度當選立法委員。也是第8屆立委中年紀最大者。
2020年7月31日，因涉入SOGO案，遭台北地檢署檢察官搜索約談。檢察官複訊後，8月1日凌晨依貪污收賄罪諭令陳唐山50萬元交保。8月25日，民進黨廉政會討論陳唐山疑因涉入，並檢視陳唐山提交的書面報告，但最終被以兩年未繳黨費為由認定其已不具黨員資格，內部簽結而不予處理。9月21日，台北地檢署偵結，前立委陳唐山獲不起訴處分。台北地檢署依職權送高檢署再議被駁回，陳唐山不起訴確定。

## 生平

### 早年生平
陳唐山於1935年（昭和十年）出生於日治台灣台南州鹽水街的岸內庄（今臺南市鹽水區岸內里），父親陳能通在日治時期曾任職鹽水港製糖株式會社。:18母親陳葉纏為纏足女性。父親因具有漢學基礎，取名「唐山」。:16-17陳唐山有八個兄弟姊妹，上有五位姐姐、一個哥哥、下有一弟。二姐在太平洋戰爭時與新婚丈夫前往日本本土，搭乘的郵輪在日本海域被美軍潛艇襲擊喪命，遺體在九州的鹿兒島海岸被發現。:22-23陳唐山在幼時曾入私塾及鹽水東國民學校（今鹽水國小），時值太平洋戰爭美軍轟炸臺灣，生產民生必需品的糖廠和許多工業設施一樣，成為盟軍攻擊目標。鹽水鬧區往往受池魚之災，在日本投降前陳唐山過著邊上課邊躲空襲的日子。:24第二次世界大戰結束時，陳唐山就讀小學三年級。:30
1945年8月15日日本投降當天，陳唐山是在收音機聽到天皇親自放送無條件投降，當時陳唐山也跟著高興，以為自己是中國人。:81之後學校開始教北京話，教師也是前一天學第二天教給他們。陳唐山在鹽水親眼目睹了落魄的中國兵，他們穿草鞋、綁腿鬆垮的樣子與日本兵大不相同。:81二二八事件發生時，陳唐山正就讀初中，當時聽收音機傳來青年學生請求原住民助戰抗暴的呼籲，當時許多嘉中及嘉農的學生死守水上機場，對抗國軍。:31
國小畢業後，陳唐山參加初中考試，投考嘉義中學。雖然鹽水在行政區屬臺南縣，然而地理位置與生活機能卻接近嘉義，進入嘉義中學後，陳唐山過著每日花費四小時以上交通時間就讀。高中時進入嘉義中學高中部。:28讀書同校的前輩包括李鴻禧、羅福全、蔡同榮。陳唐山與蔡同榮在嘉義高中部三年級時為好友，當時蔡同榮的父親蔡閅為嘉義縣議員，蔡同榮下課時就會約陳唐山到議會看他父親。:40
1954年陳唐山考入台灣大學數學系，後轉攻大氣物理，1959年畢業。大學期間，陳唐山於臺北到處兼家教以維持基本開銷，由於陳的自然科學及外語能力不錯，所以數學、理化、英語都可教授。當時陳唐山曾進入王子大飯店當家教，曾在那認識了臺北市長高玉樹。:36並認識了其中一個學生的姊姊、來自淡水的林純純，正在臺北師範學校念書。:36兩人最後於1961年結婚。
臺大畢業後，陳唐山被徵召第九期預備軍官，1959年8月入伍。:32進入鳳山陸軍步兵學校接受為期六個月的預官訓，:32步校期間，目睹軍中對老兵、省籍的差別待遇感到不滿，因此有次寫信向家人抱怨鳳山水果盛產、部隊卻賣得很貴，結果遭到政治課輔導官叫到軍法庭質問，舊曆年大年初一還遭留營看守，成為全營四人之一。:88-89並引起校長張立夫關注，唯張立夫得知陳唐山向軍法官的回答後，表示以後有事可直接找他，並派車送他到車站及送他特快車票。最終陳唐山並未受罰。:89然而陳唐山仍曾遭輔導官恐嚇：「你的記錄會跟著你一輩子，就算去月球也跟到月球，將成為你一輩子的汙點！只要你出一點狀況，就派你去金門！」:89預官訓結訓之後的下部隊，1960年1月被派往澎湖西嶼砲兵部隊，擔任步兵四二砲排副排長的職位。1961年陳唐山退伍。在陳唐山服役期間，高中好友蔡同榮與張燦鍙、羅福全等人於1960年在關子嶺召開秘密會議，涉及臺灣獨立，即「關子嶺會議」，此時陳唐山正於澎湖服役，未能參與。:40

### 海外留學與參與臺獨運動
役畢之後，陳唐山於1961年與林純純結婚，1963年長子陳正楊出生。陳唐山開始考慮前途問題，陳唐山在大學畢業後曾任職於王子飯店，後來進入CAT（Civil Air Transport，民航公司）擔任地勤人員。:39由於目睹二二八事件和成長經歷，陳唐山有感於外來統治者對臺灣人的歧視。和同年代許多大學畢業生一樣，陳唐山自覺在臺灣有志難伸，所以在1964年陳唐山申請到美國大學的獎學金，:44以優異成績獲得美國獎學金，前往美國奧克拉荷馬大學攻讀碩士，主要研究大氣層亂流對氣候的影響，於1966年取得碩士學位。
陳唐山在奧克拉荷馬大學求學期間，在諾曼（Norman）校區第一天，就在校園碰到關子嶺會議的發起人、也是嘉中畢業的陳榮成，當時陳榮成正在翻譯葛超智所著的《被出賣的臺灣》一書，並經常一起討論翻譯內容。陳唐山有感於有美國人如此詳盡的記錄臺灣歷史，透過此書看到許多國民黨政權刻意隱瞞的真相，受到很大衝擊。:47-48陳唐山並讀到了陳榮成拿出的在日本出版的《台灣青年》，讓他開始思考台灣問題，發現自己的思考方向與這些台獨運動者不謀而合，認為台灣必須獨立才能享有民主自由。:47-48便參與台灣獨立運動，在奧克拉荷馬大學組成台灣同鄉會，宣揚理想，陳唐山出任會長。陳唐山出任會長後，開始受到奧大中國同學會的攻擊，以及休斯頓中華民國領事館的威脅恐嚇。自知已被國民黨政府盯上的陳唐山，遂放膽參加各種讀書會及串連臺灣同學會。1966年，因護照到期，陳唐山將護照寄往休斯頓領事館辦理延期加簽。當時國民黨當局已認定陳唐山是臺獨分子，列入黑名單、直接沒收護照。當時陳唐山妻子與小孩剛到美國，於是陳唐山申請美國的永久居留證。:50-51
1966年，陳唐山與蔡同榮等人組成全美台灣獨立聯盟。1970年參與「台灣獨立建國聯盟」組織。1970年陳唐山轉校到普渡大學，當時在普渡大學的臺灣留學生有同陣營的胡勝正、蔡嘉寅，以及反對他們的沈君山。陳唐山在普大前輩莊秋雄幫助下取得租屋處。當時在臺灣的中華民國政府正受到退出聯合國、外交一敗塗地影響。為了喚醒臺灣意識，臺灣留學生組成了臺灣同學會，陳唐山被選為會長，經常與沈君山辯論臺灣問題。當時受到釣魚臺運動在校園興起，臺灣同學會也經常與統派人士短兵相接。而彭明敏教授神奇的逃出臺灣和1971年蔣介石代的代表被逐出聯合國也在校園引發風潮，同學也同聲譴責國民黨政府誤國的國策。:941972年，陳唐山取得普渡大學地球物理學博士學位。:57
博士畢業後，陳唐山獲得一位科羅拉多州立大學系主任邀請去作博士後研究，並幫忙代課和指導博士生。:57一年後，陳唐山在普大的指導教授告訴美國聯邦政府商業部的NOAA（美國國家海洋及大氣管理局）有一職缺條件與他專長相符，需要利用太空資料研究地球環保和氣象。陳唐山應徵後獲錄取，1973年，陳唐山正式進入美國聯邦政府工作。:57於美國國家海洋暨大氣總署，曾經從事人造衛星分析與亞洲資源中心主任與美國國際開發中心董事。
1974年，在世界各地的臺灣人有感於散居各地的臺灣人已形成社群，缺乏聯繫交流的組織。因此在「全美台灣同鄉會」、「日本台灣同鄉會」、「巴西台灣同鄉會」、「歐洲台灣同鄉會」、「加拿大台灣同鄉會」組織下，9月在奧地利維也納成立「世界台灣同鄉聯合會」，簡稱「世台會」，首任會長由郭榮桔出任。陳唐山於1979年到1984年出任世界台灣同鄉聯合會第四、五任會長，:62在1974年世台會在維也納舉辦年會期間，認識了島內的政治人物江鵬堅、李勝雄。:29陳唐山也出任台灣人權協會會長。1979年，陳唐山更受美國參議員裴爾（Claiborne Pell）之邀出席「台灣縱合法案」聽證會，並證辭「美中雖建交，臺灣問題並未解決，臺灣人主張臺灣的未來應該由臺灣住民決定。若然，臺灣住民會選擇一個新而獨立的國家」。
由於參與台獨運動，陳唐山被當時中國國民黨一黨執政的中華民國政府列為「黑名單」上的一員。其弟陳燕南拿到中山獎學金赴東京大學留學，學成歸國後參加公務人員考試，考上教育部的國際駐外人員，當服務單位要派他到日本大使館赴任時卻遭到阻撓。最後幾經波折才放外，但因為陳唐山的緣故在駐日代表處數十年只升遷到副組長之位，直到2000年政黨輪替才升到組長。:60當時陳唐山的小姨子申請赴美也未獲准，引起其妻寫信給蔣宋美齡，說她姊妹還有人是共產黨，怎能以一個人的作為去株連無辜第三者。:601974年，陳唐山的母親在台灣病逝時，因為黑名單的緣故而不能返台奔喪。1981年陳文成命案發生後，陳唐山以世台會理事長在美國眾議院議員索拉茲（Stephen J. Solarz）召開的聽證會作證，指控中國國民黨政府以黑名單干擾美國校園自由，違反人權行為。促成索拉茲提案通過美國向外國販賣武器時，國會可以根據該國過去一年在美國境內的人權紀錄，向白宮提出贊同或反對該項軍售。
1982年，台灣人公共事務協會（FAPA）成立後，陳唐山出任首任副會長（會長蔡同榮）。同年7月，世台會在美國休斯頓召開第九屆年會，當時島內的黨外民主運動人士康寧祥、黃煌雄、張德銘、尤清正率團在美國訪問，:334-335由於黨外人士受到國民黨政府威脅參與世台會活動將「依法處理」，引發黨外人士厭惡。陳唐山便安排康寧祥等人在世台會議場樓下的咖啡廳發表演講，剛好樓上的世台會成員下樓巧遇，讓雙方有一次技巧性接觸。:64此行康寧祥等人更進一步與全美二十四個臺灣同鄉會發表共同聲明，主張「臺灣前途應由臺灣一千八百萬人共同決定」，為島內外反對勢力有進一步合作空間。:64
1984年陳唐山當選FAPA第二任會長，:66-67同年與夫人參加美國總統雷根總統就職大典。
1988年陳唐山與蔡武雄、李界木成立台灣國際關係中心（CTIR），出任負責人，負責游說美國國會。

### 返臺投入政壇
陳唐山雖然被列入黑名單而甚至雙親過世時仍無法返國，但是陳唐山由於常常協助越界被捕的台灣漁民返國，使得國民黨政府對其態度也逐漸較為溫和。1987年，國民黨政府允許陳唐山返台。但隨後因為陳唐山幫助民主運動者陳翠玉演講而鼓吹成立「東方的瑞士國」，又被取消回台簽證，直到1989年重又獲准回台。1990年，陳唐山獲李登輝總統邀參與國是會議。而陳唐山也發起「海外台灣人返鄉運動」，協助台灣獨立建國聯盟成員回台。
1992年，臺灣政府解除黑名單，同年國會全面改選，終結「萬年國會」。陳唐山加入民主進步黨，並且參加同年底的立委選舉，當選「僑選立法委員」。在立委任內擔任立法院外交委員會委員，於任內向各國使節極力爭取支持台灣以「台灣」名義加入聯合國。並於1993年5月在立法院透過質詢，迫使中華民國外交部正式宣布台獨聯盟不再是叛亂組織。

### 臺南縣縣長
1993年第十二屆臺南縣縣長選舉，國民黨面臨現任縣長李雅樵的諸多爭議，如七股鄉工業區的開發延宕多年外，位於新營市的縣立運動公園工程進度一在延宕，迫使預定1993年9月舉行的全縣運動會延期。部分工程更尚未完成驗收即出現被破壞或是漏水、積水現象，品質受到質疑。當《天下雜誌》的民意調查顯示縣民質疑縣府官員、民意代表炒地皮比例偏高後，李雅樵自己在縣議會坦誠她的女兒和司機的確在七股工業區合資購買土地外，李氏向監察院所申報的財產資料一直未見公布。也成為遭攻擊的把柄。:308-310。民主進步黨方面，據時任縣黨部主委張田黨回憶，1989年縣長選舉結果顯示國、民兩陣營在臺南縣相差無幾的抗衡情形；加上國民黨籍的縣長在後期執政民怨日增，不斷發生抗爭事件，選舉只要操作得當，翻盤有望。:1611992年，新營市市長顏繼斌因病去世，辦理補選。民進黨推出時任新營市農會總幹事的鄭天德投入同年7月的補選，對上國民黨提名的候選人黃金鏞。然而卻爆發國民黨競選總幹事、時任副議長的吳木桐率眾對鄭天德副總幹事、太北里長王献彰開槍的事件。當張田黨前往新營太子宮派出所與吳木桐對峙時，吳木桐更當場掉出手槍，事後被搜出身上有三支槍。此「三支槍」事件引發全國關注。:147-154唯最後鄭天德以237票之差落敗。然而新營市長補選與接下來的鹽水鎮長選舉中，雖然民進黨候選人接連落敗，但民進黨在新營、鹽水的扎根也讓國民黨在臺南縣一黨獨大之勢漸漸被打破。:160
1993年5月起，民進黨舉行黨內初選。當時陳唐山甫上任僑選立委五、六個月，然而民進黨內及臺南縣許多人士、國小同窗皆鼓勵陳唐山出馬角逐縣長，連國民黨籍的前鹽水鎮鎮長陳行昌都支持陳唐山參選，最終陳唐山決定為家鄉再冒險一次，:121參加黨內初選。當時民進黨內除了陳唐山外，亦有省議員謝三升、國立成功大學企管系副教授楊澤泉、刺蔣案主角鄭自財及區域立委魏耀乾完成手續。:248在初選階段一度由鄭自財贏得初選，然而鄭自財也因其尚在獄中，最快也要11月1日才能出獄，無法趕上10月25日至29日縣長候選人登記。7月17日，鄭自財之妻吳清桂代替人在獄中的夫婿召開記者會，宣布放棄被提名的資格。:261民進黨中央最終採取遞補的方式提名初選第二的陳唐山，於7月21日公布。並要求陳唐山遵守「任期限制條款」的規定於9月28日前先辭去立委職務，才能參選。陳唐山知道被提名的結果後，即表明遵守黨中央的規定，辭去立委職務全力投入選戰。至此確立了民進黨的提名人選。:263最終陳唐山對上由中國國民黨主席李登輝力挺的省議員黃秀孟。當時陳唐山以歌曲〈回鄉的我〉作為競選歌曲，當時陳唐山幕僚認為此歌最能符合他的境遇，簡淺易懂吻合海外歸來遊子的心境。:119加上歌曲旋律輕快，歌詞前半段也貼近他成為黑名單被當局監控，無法回鄉與親人團聚。:165陳唐山採用此歌後，並依法律規定取得原唱者余天和著作人的授權。:119-120〈回鄉的我〉立刻成為大街小巷人人朗朗上口的主題歌。在宣傳戰上占了優勢。:165在12月投票日中陳唐山以275,317票、將近五成四的選票擊敗黃秀孟順利當選，成為首任民進黨籍臺南縣縣長。

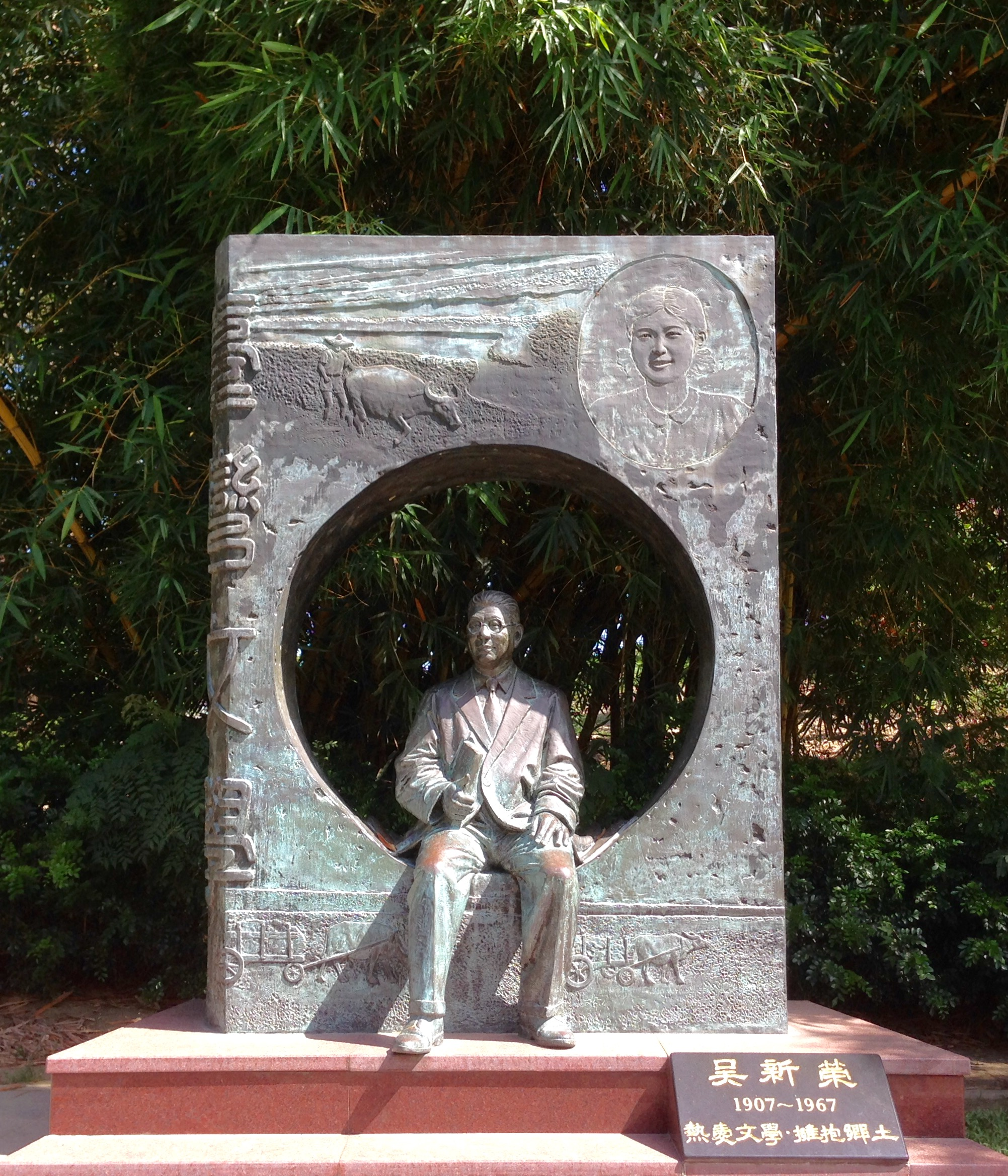
1997年，在陳唐山縣長任內設立的佳里吳新榮紀念像

陳唐山在縣長任內擴充台南文化活動規模，除了率先推動文學家吳新榮銅像在佳里公園、音樂家吳晉淮銅像於柳營設置，吳新榮雕像於1997年（民國86年）3月16日吳新榮逝世30週年紀念日前夕在佳里鎮中山公園揭幕。縣府並出版了《吳新榮全集》、《劉吶鷗全集》外，並將文化資產與社區產業總體營造結合，如舉辦麻豆文旦節、白河苦瓜蓮子節、玉井芒果節、香山龍眼咖啡及南濱虱目魚節:36等文化資產與社區產業的結合方案，爭取連絡玉井山區與台南市區的台20線]]拓寬為四線道，以及聯絡臺南與高雄縣內門、旗山往來的重要道路縣道182線的拓寬四線道。:144-146並爭取台南科學園區的成立。
在溪北地區的醫療建設方面，陳唐山縣府也積極設置大型醫院，在與慈濟、長庚等醫療機構洽商失敗後，最終獲得奇美集團董事長許文龍的協助，於新營長勝營區、鹽水岸內糖廠、柳營臺糖土地中選擇設院場址，最終於2001年7月柳營奇美醫院開始服務溪北民眾。:126
陳唐山任內也打破了國民黨在臺南縣的派系生態。有一日，國民黨大老吳修齊和張文獻語重心長對陳唐山講：「唐山仔，佇汝執政之下，臺南縣已經無山派，也無海派，只剩一個唐山派！」:126到1997年縣長選舉時，已出現大批國民黨或無黨籍縣議員、鄉鎮長表態支持陳唐山。包括前北門鄉長當時的國民黨縣黨部委員洪鑾聲、前縣議員侯澄財、前官田鄉長鄭國川、後壁鄉長葉宣煌、新市鄉代會副主席朱坤山、柳營鄉長黃國安、鹽水鎮代會主席翁長庚、安定鄉民眾服務社理事長現任縣議員王文東、縣議員陳特清、縣議員陳沛然、縣議員施重男、縣議員陳進財、前仁德鄉長阮登村、無黨籍縣議員楊麗玉、縣議員張世賢、前仁德鄉代會主席王金丁、新營市公所主任秘書顏志成等人。:334-335
1997年縣長選舉中，陳唐山在民進黨初選階段，卻面臨有諸多黨員票的立委蘇煥智挑戰。陳唐山在縣長任內除了爭取台南科學園區外，縣府也做了興建位於七股的濱南工業區評估規劃。然而卻有一位民進黨的立委大動作「剃光头」（強烈的抗議手段）抗議，發誓阻止濱南工業區的設立。與陳唐山引發對立。據陳唐山回憶，當時蘇煥智自信擁有許多黨員票、能拉其下馬。然而當時也有意參選的省議員謝三升，卻因健康因素轉而支持陳唐山。最終陳唐山獲得民進黨提名連任。:166-167
陳唐山贏得民進黨內初選後，當時國民黨大老吳修齊曾告訴他，吳修齊曾對總統李登輝說：「陳唐山這麼好，國民黨不用再提名，讓他一個人參選就可以。」使陳氏更加有信心。:169唯最終李登輝並未接受吳修齊的建議，最後國民黨派出下營出身的政壇老將洪玉欽出馬，與陳唐山角逐第十三屆縣長。最終陳唐山以囊括臺南縣65.73%的選票高票獲得連任，創下民進黨候選人在台南縣得票率最高記錄。直到2010年縣市合併。
新新聞週刊曾經報導，脫離國民黨參選第十任總統選舉的宋楚瑜，曾多度力邀陳唐山作其副總統競選搭檔。陳唐山擔任臺南縣縣長期間，不凸出個人知名度，也從未於民主進步黨擔任中常委、中執委與中評委等職。
2000年陳水扁當選總統後，安排了當時高人氣的臺南縣縣長陳唐山入閣擔任行政院國家科學委員會主任委員，為了代理縣長該由誰出任政治較量了許久，後來拍板決定由副縣長林文定代理，陳唐山才接受入閣並辭去臺南縣縣長。隔天陳水扁總統吿知無法由林文定代理縣長，必須由蘇煥智代理，陳唐山就拒絕入閣，改出任總統府科技諮詢委員會委員，並且當完臺南縣縣長；2001年陳唐山於臺南縣當選第五屆立法委員。在第五屆立委任內，陳唐山著力於台南科學園區升格，亦與立委蔡同榮推動外交部將中華民國護照加註「TAIWAN」。

### 入閣
2004年陳水扁連任總統後，進一步掌握外交人事。4月，陳唐山接替簡又新任外交部長與出任國際合作發展基金會董事長。2005年遭遇教宗若望保祿二世逝世，4月陳唐山成功陪同陳水扁總統出訪梵蒂岡，經由義大利入境參加教宗葬禮，創下台灣總統及外交部長首次訪問梵蒂岡的紀錄。
2006年1月，謝長廷內閣總辭，陳唐山出任總統府秘書長。2007年2月，總統府人事調動，陳唐山與邱義仁職位對調，改任國安會秘書長。2008年3月27日，陳唐山回任。

### 再戰選舉
2010年1月19日，原本計劃參選大台南市市長，後來宣佈退出選舉。2010年12月25日，獲台南市長賴清德聘為台南市政府首席顧問。
2012年1月，當選第八屆臺南市第五選區立法委員選舉。以76歲成為第8屆立委中當選人最高齡者。

## 荣誉

### 中华民国勋章奖章
- 一等景星勋章（2008年5月7日于中华民国总统府颁授[31]）

### 外国勋章奖章
- 国鸟大十字勋章（危地马拉，2005年[32]）
- 雄狮大军官勋章（马拉维，2005年[32]）

## 選舉紀錄
| 年度 | 選舉屆數               | 選舉區             | 所屬政黨   | 得票數    | 得票率 | 當選標記 | 備註 |
| ---- | ---------------------- | ------------------ | ---------- | --------- | ------ | -------- | ---- |
| 1992 | 第二屆立法委員選舉     | 僑居國外國民選舉區 | 民主進步黨 | 2,944,195 | 31.03% |          |      |
| 1993 | 第十二屆臺南縣縣長選舉 | 臺南縣             | 民主進步黨 | 275,317   | 53.99% |          |      |
| 1997 | 第十三屆臺南縣縣長選舉 | 臺南縣             | 民主進步黨 | 328,641   | 65.73% |          |      |
| 2001 | 第五屆立法委員選舉     | 臺南縣選舉區       | 民主進步黨 | 60,654    | 11.38% |          |      |
| 2012 | 第八屆立法委員選舉     | 臺南市第五選舉區   | 民主進步黨 | 120,401   | 52.23% |          |      |

## 新聞事件

### 王幸男備詢事件
陳唐山在擔任縣長初期，由於不嫻熟公務體系運作，而國民黨在議會也佔有多數，處處杯葛。陳便找來過去戰友王幸男來擔任機要秘書，統籌各項公務，縣務因而慢慢開始有起色。國民黨議員也藉此要求在議會開會時，機要秘書必須備詢，否則不予開會。陳唐山也堅持王幸男不需列席，因而造成府會重大的衝突。另一個導火線是議員要求保留工程配合款，這是屬於一種議員可以使用的預算，但也因為使用限制少，常被批評是綁樁工具。上述兩個主因，造成國民黨為多數的議會幾乎等於停擺，預算無法通過。台南縣內的民進黨人士因而組成了正義連線四處演講來支持陳唐山。不過也因為國民黨議員人數眾多，這個爭議在幾個月後落幕，工程配合款保留，但王幸男還是不到議會備詢。

### 「縣議員助選」事件
在陳唐山第一任縣長末期，因為擁有兩個博士的高學歷，同時在王幸男的協助之下，縣務開始有起色。一級主管也在微幅調整之下，公務人員也開始接受這一位綠色首長。另外陳唐山也因為作風美式，每天都步行或走路從官邸去縣府上班，獲得不少好評。而原本議會民進黨籍議員不到五位，所以台南縣民進黨人士均希望在陳唐山第二任時，可以增加民進黨黨籍議員席數。但在考慮國民黨的勢力還有友軍議員，在五十席中，只提名了十六席，也算保守作法。不過陳唐山認為他的縣務推動順利，多是來自現任議員的支持，所以在以全台最高得票率當選第二任縣長之後，便在之後的縣議員選舉時，大力的支持國民黨籍無黨籍的縣議員。陳唐山也不願意為民進黨的議員候選人站台，導致民進黨候選人多數落選，議員席次只進步一兩席。下一任蘇煥智縣長大力為黨籍候選人助選並有大幅席次增長。

### 抨擊新加坡事件
2004年8月，由於新加坡共和國外交部長楊榮文於聯合國大會上發言支持「一個中國」、反對台灣獨立，時任部長的陳唐山在外交部內接待鄉親的閉門會議中，以「新加坡鼻屎个國家」、台語俗語「抱中國玍泡（lān-pha，陰囊的台語說法）」批評新加坡共和國政府奉承中國共產黨。影片於對外公開播放後被外界視為失言。媒體報導此事時，普遍使用「LP」雅化「玍泡」。。楊榮文本人事後對此表示「難過」，並表示台灣當局可以不同意新加坡共和國對台獨的立場，但無須發表偏激言論。
陳唐山在事後的訪談錄對此表示他所批評的是新加坡外交部長楊榮文在聯合國的發言，而非攻擊新加坡，並表示「其實LP事件後，新加坡本身並沒有什麼反應，而我也能順利進出新加坡，該國部長級人員仍來接機，雙方關係不僅未受影響，我們和新加坡國安人員、驻台代表均維持密切關係。」

### 比中指事件
2013年4月15日，陳唐山在質詢陸委會主委王郁琦有關兩岸互設辦事機構時，對王說：「你到我這個年齡，如果被比『這樣』（比讚手勢）就是好的，比『這樣』（比中指）就不好。」中間比出中指。被國民黨籍立委認為不妥，認為這是對備詢官員不雅的動作。陳在16日解釋這是勉勵王郁琦不要被比中指。

### 連署完善赦免法以符合兩公約之條款
2014年，為基於兩公約施行法於2009年通過後，其中的《公民與政治權利國際公約》中規定:「受死刑宣告者，有請求特赦或減刑之權。一切判處死刑之案件均得邀大赦、特赦或減刑。」，而赦免法卻未隨之修正，有違反該公約規定之虞，因而由民進黨立委尤美女提出赦免法之修正案，內容為保障其向總統請求特赦、大赦與減刑之權益，並明定總統應邀集赦免相關機關、學者、專家及民間團體等代表提供是否應當赦免之建議以供諮詢，增加相關赦免決定之正當基礎，從而明確規定並限制總統在此之權力，完善法治與符合憲法權力分立原則，陳唐山為連署立委之一。

## 家族
- 其妻林純純。兩人在1961年結婚。2016年3月12日，林純純於美國加州爾灣市自宅內過世，享壽76歲。
- 陳唐山與日本參議員、曾任行政刷新大臣的蓮舫有姻親關係。蓮舫的父親謝哲信與陳唐山的姐夫是堂兄弟。

## 傳記及研究書目
- 陳唐山，1993年10月初版，《定根台灣陳唐山》，台北：前衛出版社。
- 〈陳唐山先生訪談錄〉，收於《綠色執政實錄4 台灣主權與外交攻勢》。張炎憲、陳世宏主編，台北：吳三連台灣史料基金會出版，2012年11月初版。ISBN： 978-986-87113-8-9
- 陳唐山，2016年11月初版，《黑名單與外交部長：陳唐山回憶錄》，台北：前衛出版社。

## 外部連結
- 立法院資料 （页面存档备份，存于）
- 陳唐山FACEBOOK （页面存档备份，存于）

| 中華民國政府職務                   | 中華民國政府職務                                             | 中華民國政府職務                 |
| ---------------------------------- | ------------------------------------------------------------ | -------------------------------- |
| 臺南縣政府                         |                                                              |                                  |
| 前任： 李雅樵                      | 台南縣縣長 第十二、十三屆 1993年12月20日－2001年12月20日     | 繼任： 蘇煥智                    |
| 行政院                             |                                                              |                                  |
| 前任： 簡又新                      | 外交部部長 第十七任 2004年4月16日－2006年1月25日             | 繼任： 黃志芳                    |
| 總統府                             |                                                              |                                  |
| 前任： 馬永成（代理） 正任：游錫堃 | 總統府秘書長（首次） 第二十三任 2006年1月25日－2007年2月7日  | 繼任： 邱義仁                    |
| 前任： 邱義仁                      | 國家安全會議秘書長 第十三任 2007年2月7日－2008年3月27日      | 繼任： 陳忠信（代理） 正任：蘇起 |
| 前任： 葉菊蘭                      | 總統府秘書長（再次） 第二十六任 2008年3月27日－2008年5月20日 | 繼任： 詹春柏                    |